# ریو آیدل (کالیفرنیا)
ریو آیدل (به انگلیسی: Rio Dell) شهری در شهرستان هومبولت ایالت کالیفرنیا است که در سرشماری سال ۲۰۱۰ میلادی، ۳۳۶۸ نفر جمعیت داشته است.